# Znanost u 1944.
◄◄ | ◄ | 1941. | 1942. | 1943. | 1944.  | 1945. | 1946. | 1947. | ► | ►►
Arhitektura • Astronautika • Astronomija • Biologija • Film • Fotografija • Glazba • Kazalište • Kemija • Kiparstvo • Knjige • Književnost • Kršćanstvo • Meteorologija • Medicina • Planinarstvo • Politika • Pravo • Promet • Slikarstvo • Strip • Šport • Televizija • Znanost • Zrakoplovstvo • Željeznički promet
Znanost u 1944.

## Svijet

### Smrti
- 15. studenoga − Mary Edith Durham, britanska antropologinja, slikarica, spisateljica i putopiskinja (* 1863.)

## Vanjske poveznice
|  | Zajednički poslužitelj ima još gradiva o temi Znanost u 1944. |